# Settle (North Yorkshire)
Settle ist eine Stadt mit 2400 Einwohnern (2001) in North Yorkshire in England. Historisch gehörte Settle zur West Riding of Yorkshire, es liegt am Rande der Yorkshire Dales.
Man nimmt an, dass Settle eine Gründung der Angeln im 7. Jahrhundert ist, denn der Name der Stadt soll in ihrer Sprache „Siedlung“ bedeuten. Henry III. gewährte 1248 Henry de Percy das Marktrecht für den Ort. Seitdem findet bis heute ein Markt am Dienstag jeder Woche in der Stadt statt. Eine Brücke über den Fluss Ribble wird erstmals 1498 erwähnt.
Im 18. Jahrhundert wurde die Baumwollspinnerei der Hauptarbeitgeber der Stadt. Es gab fünf Spinnereien in der Stadt.
1875 eröffnete die Bahnstrecke Settle-Carlisle und die Stadt erhielt einen Bahnhof. Das Museum of North Craven Life in der Folly zeigt Ausstellungen zu lokalen Themen.

## Bekannte Personen
- George Birkbeck (1776–1841), Gründer des Mechanics Institute. Nach ihm wurde das Birkbeck College der Universität London benannt.
- John Newman (* 1990), britischer Sänger